# Quinta del Sordo
Pour les articles homonymes, voir Quinta.

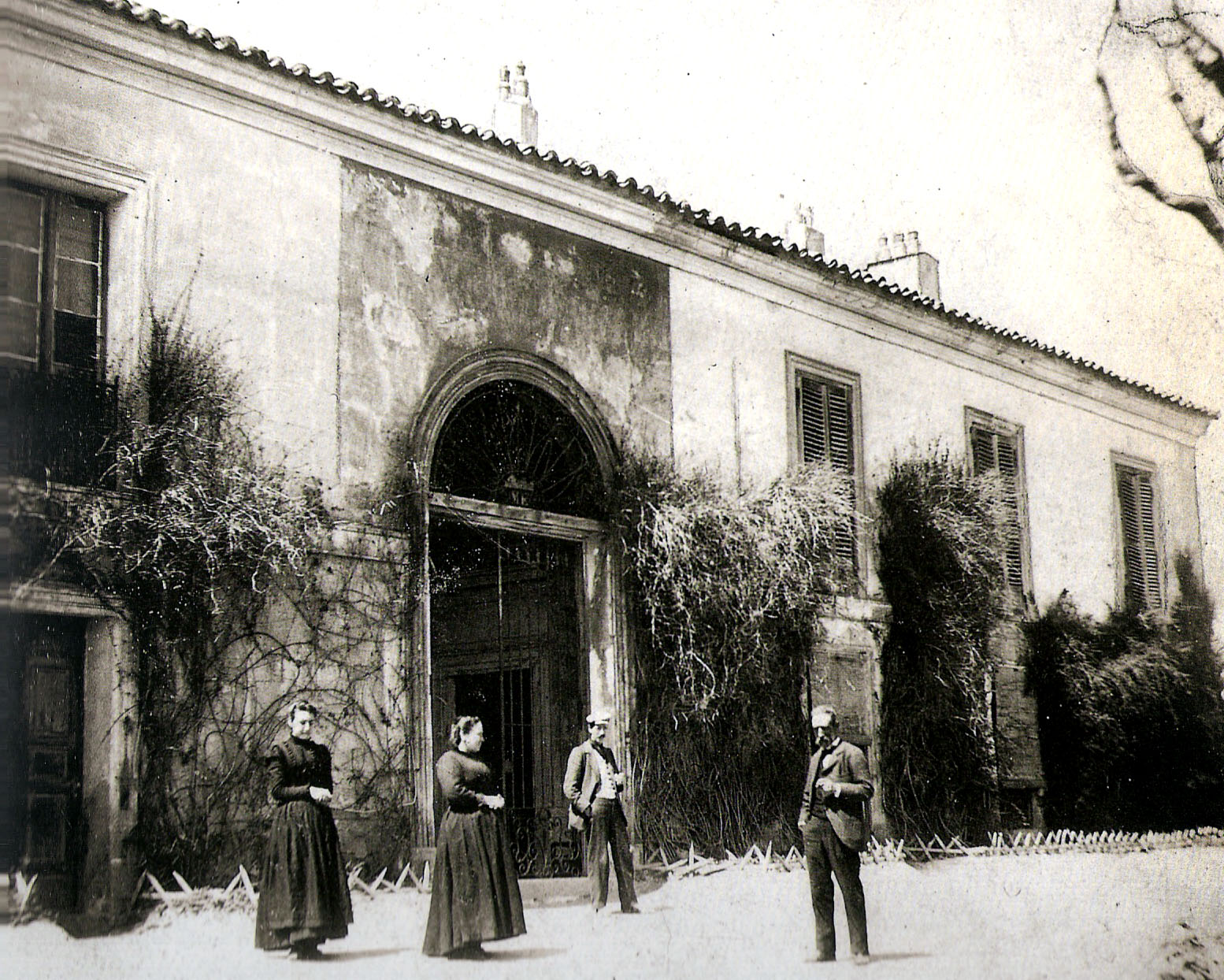
Aspect de la Quinta de Goya vers 1900. (Photographie d'Asenjo, publiée dans la revue La Ilustración Española y Americana le 15 juillet 1909.

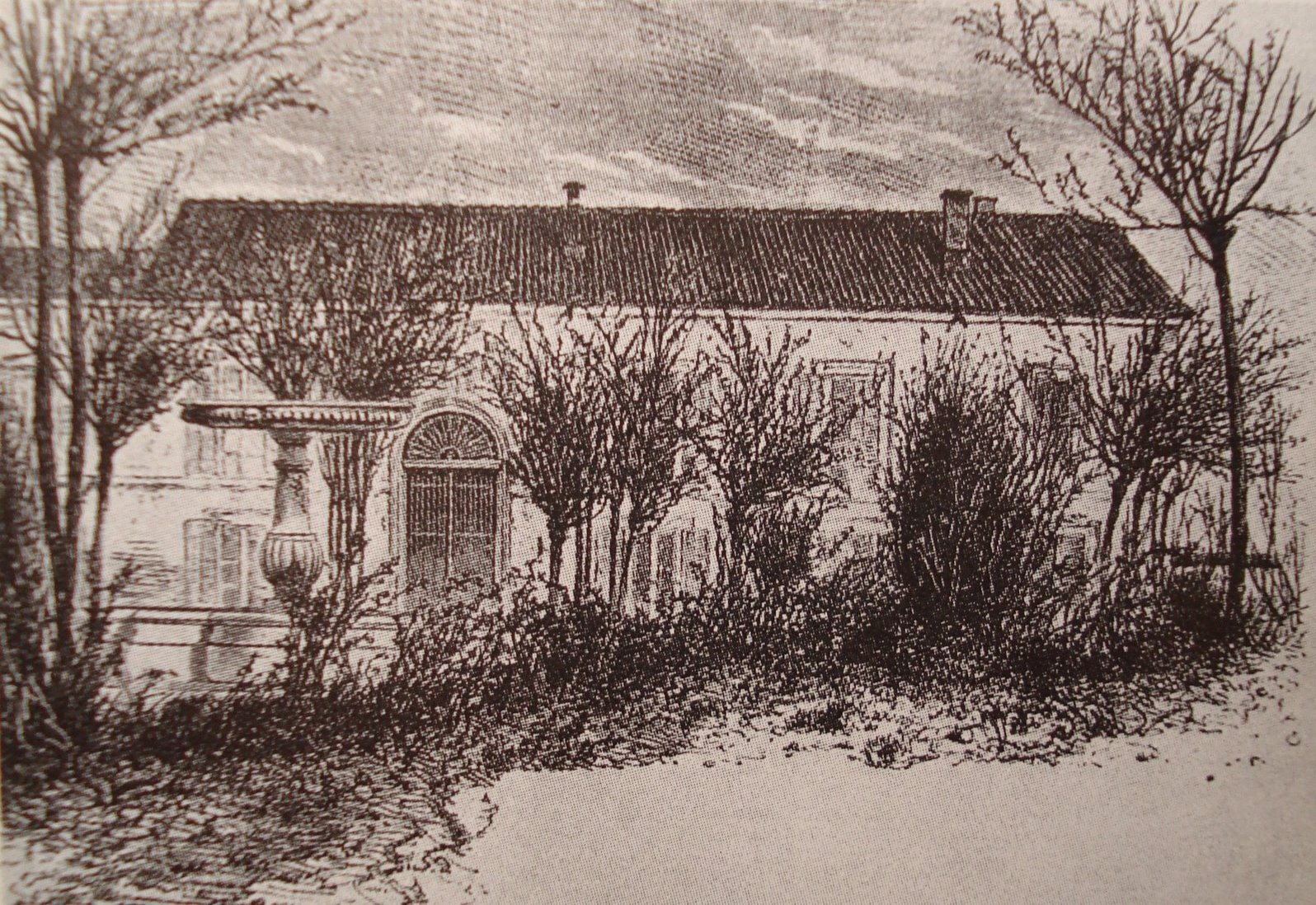
Gravure de la maison publiée dans le livre Goya de Charles Yriarte (Paris, 1867, p. 91, dans le chapitre « La maison de Goya »).

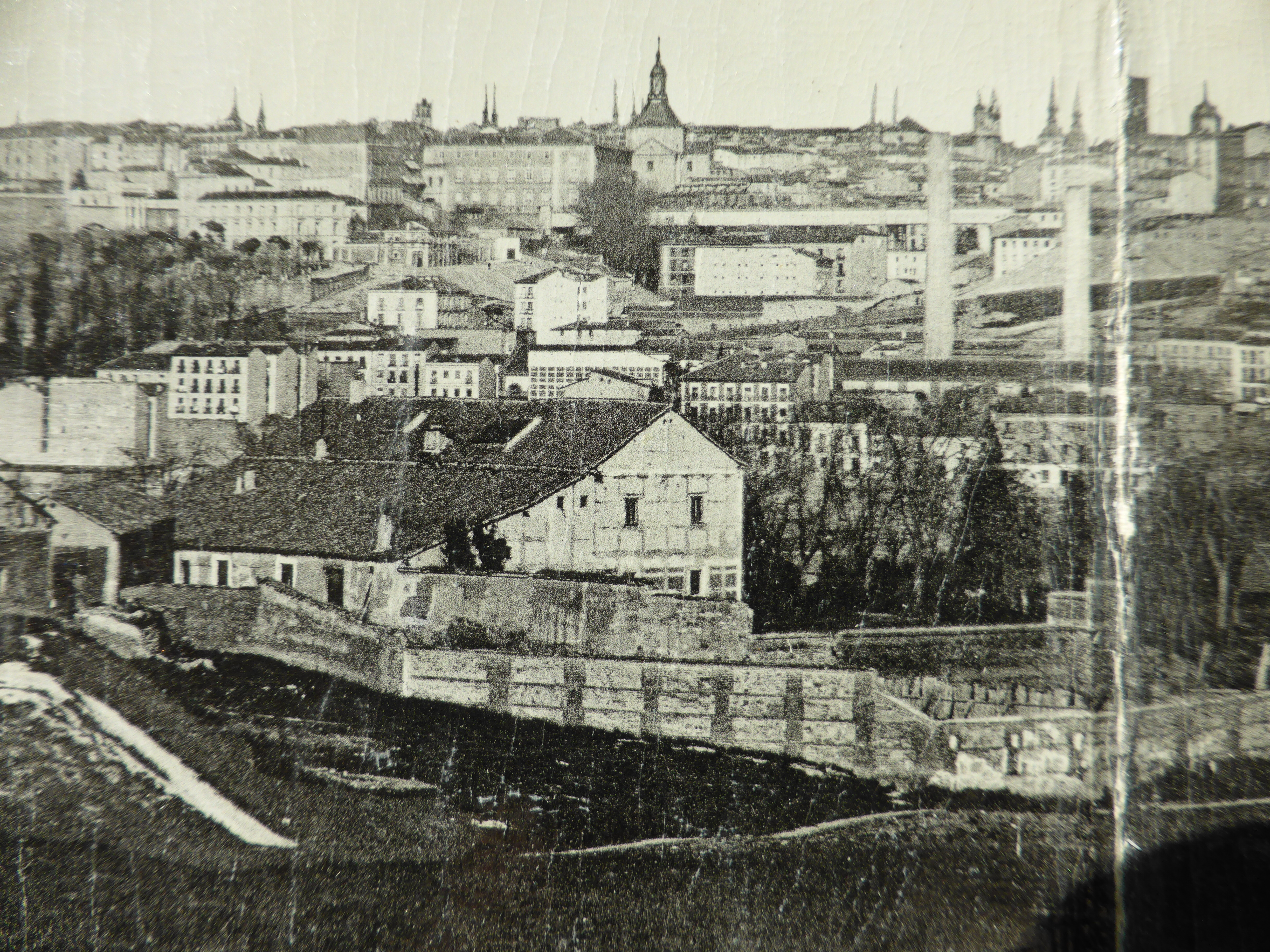
Mansion des successeurs de Goya, par derrière. Carte postale vers 1907.

La Quinta del Sordo (« Domaine du Sourd »), appelée également Quinta de Goya, est le nom donné à une propriété située sur la colline de l'ancienne commune de Carabanchel Bajo, dans la périphérie de Madrid en Espagne. Francisco de Goya y a vécu lors de ses dernières années passées en Espagne (1819-1823), avant de s'exiler à Bordeaux, en France. Dans la maison principale, et sur deux étages, se trouvaient les fameuses Peintures noires du peintre aragonais. La maison fut démolie durant l'été 1909.
Contrairement à une affirmation répandue, le nom du domaine ne vient pas de la surdité de Goya (qu'il avait acquise en 1793), mais de celle d'un propriétaire antérieur.

## Relation de Goya avec la maison

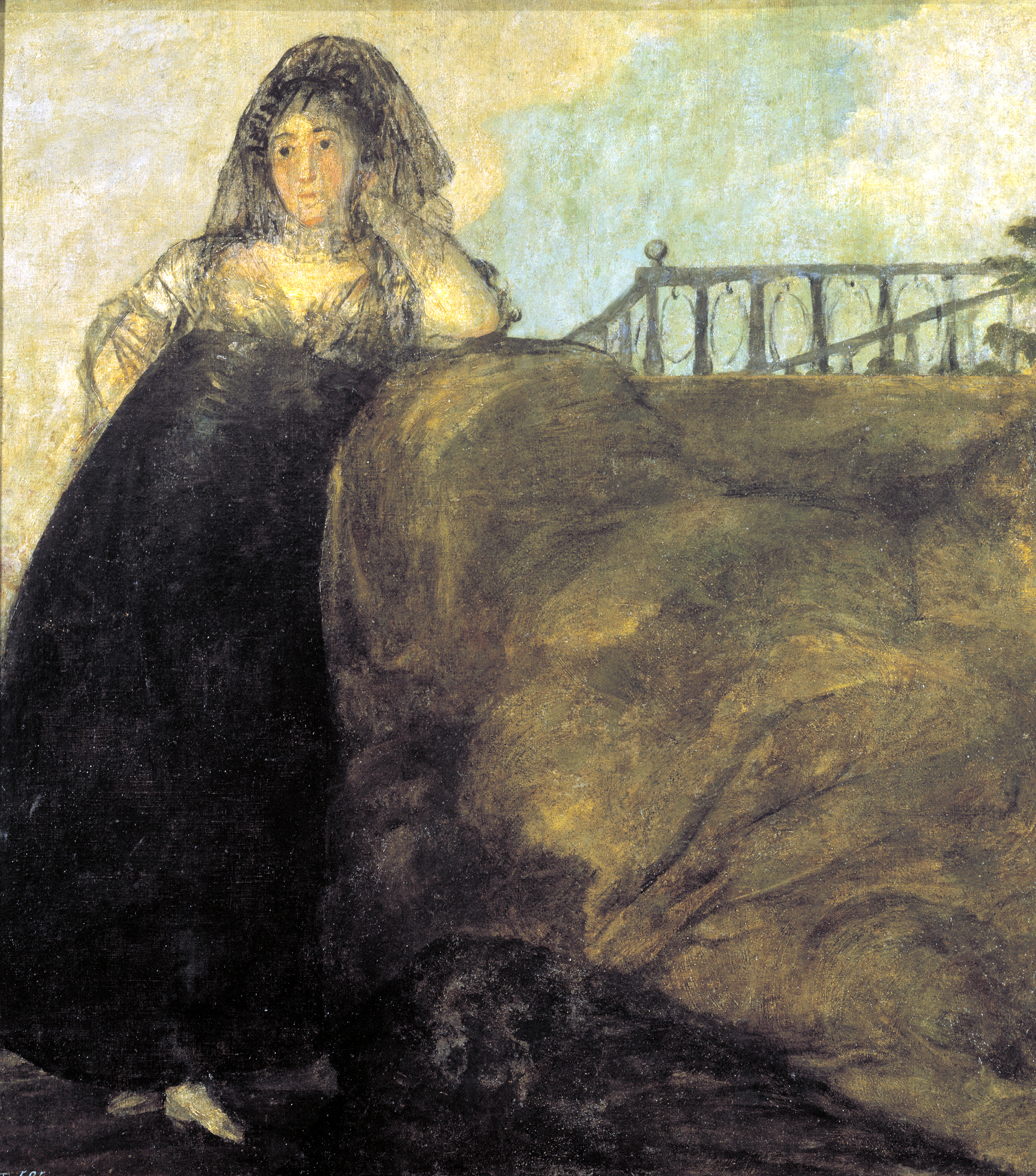
La Leocadia (1819-1823).

Goya acquit ce domaine le 27 février 1819 à un ancien propriétaire, Pedro Marcelino Blanco, qui était sourd. Il y séjourna jusqu'à son exil vers Bordeaux en 1824. Après cet exil, quand il revenait occasionnellement à Madrid, il logeait dans cette propriété qu'il avait laissée à la charge de son petit-fils Mariano. Il y a plusieurs explications possibles à l'achat de la propriété par le peintre, comme son idéologie libérale qui le ferait vouloir vivre éloigné de la cour totalitaire de Ferdinand VII, ou le fait de vouloir vivre discrètement avec Leocadia Weiss, pourtant épouse d'Isidoro Weiss. Elle est la mère de Rosario Weiss, dont il est dit qu'elle serait la fille cachée du peintre, bien que son père l'ait reconnue officiellement comme sa fille et que Leocadia et Rosario fussent respectivement sa gouvernante et sa filleule ou protégée.
Après la chute en 1823 de Rafael del Riego et la fin du Triennat libéral qui amène la restauration de l'Ancien Régime, Goya fuit la répression en 1824 et obtient un sauf-conduit du roi lui-même avec l'excuse de devoir prendre des bains thérapeutiques à Plombières-les-Bains, d'où il part ensuite à Bordeaux.

## Description

Plan du Madrid de 1900-1901, avec la localisation de la Quinta del Sordo, près du pont de Segovia.

Cette propriété est située sur des terrains aujourd'hui délimités par les rues Caramuel et Juan Tornero dans le quartier de la Latina de Madrid, sur la rive droite du Manzanares, à 300 mètres du pont de Segovia et du début du chemin vers le parc de San Isidro. Cet endroit était au début du XIXe siècle une zone très naturelle, avec des plaines maraîchères et des maisons de campagne isolées. Les descriptions auxquelles on a accès aujourd'hui ont été faites plusieurs décennies après la mort de l'artiste, et font état d'une maison au sol rectangulaire et qui a deux étages. Autour de la partie construite, il y avait des jardins, des potagers et des terrasses de gravier et de sablon.
La maison, qui était d'humble facture, doit sa célébrité à la série des Peintures noires réalisées à l'huile al secco sur le plâtre des murs. Ces peintures avaient des cadres de papier, tandis que le reste de la décoration était du papier peint avec des motifs floraux et végétaux au rez-de-chaussée, et géométriques diagonales à l'étage. De tout l'édifice, seule l'aile décorée avec les Peintures noires bénéficie de minutieuses descriptions, montrant deux salles : une par étage.

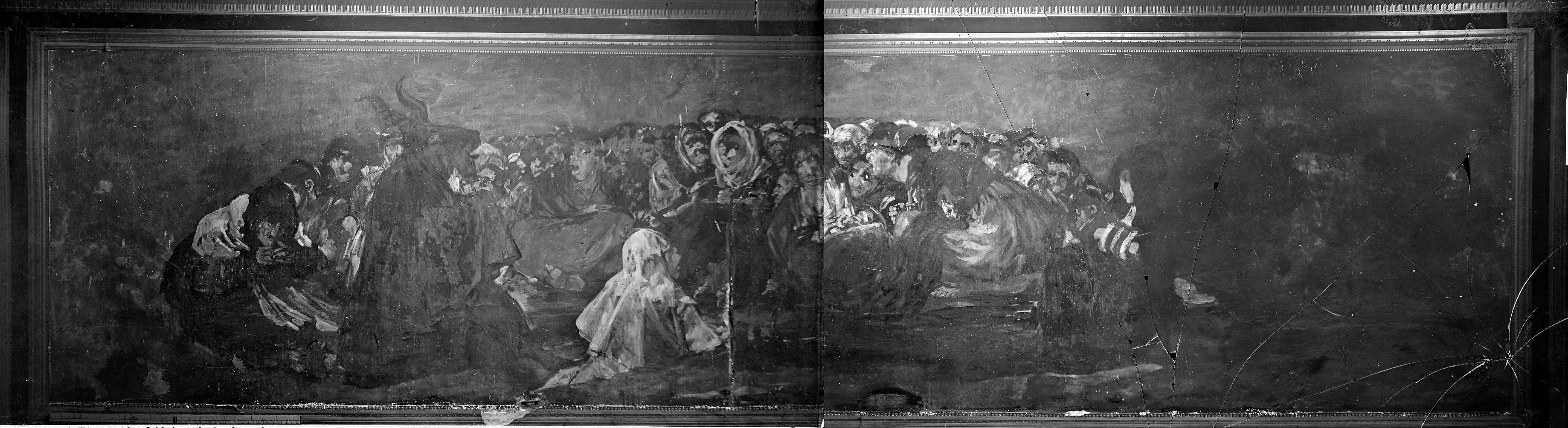
Photographie du Sabbat des sorcières par Jean Laurent (1874), dans son état original sur l'un des murs de la Quinta del Sordo de Goya. Il s'agit ici d'un photomontage réalisé à partir de deux négatifs originaux actuellement conservés à l'Institut du patrimoine culturel d'Espagne.

Au rez-de-chaussée, la porte, qui donne sur l'entrée principale de la maison (laquelle dispose d'un grand escalier), est disposée sur l'une des murs en largeur. Sur les murs en longueur, il y aurait deux fenêtres et sur le mur en largeur opposé à la porte, une seule fenêtre. Le premier étage, qui est aux mêmes dimensions, est disposé de la même manière, si ce n'est qu'il n'y aurait qu'une seule fenêtre sur les murs en longueur.
Le premier catalogue des peintures est réalisé par Antonio de Brugada, peintre et ami personnel du maître, vers 1828, à la suite de la mort de celui-ci. Il y fait état de huit peintures à l'étage (desquelles seulement sept sont identifiées aujourd'hui) et sept au rez-de-chaussée (toutes conservées et identifiées). En 1867, quand Charles Yriarte documente l'édifice, il mentionne la disparition d'une des peintures qui a été arrachée du mur à l'étage, à droite de la porte.
Vers 1854, Mariano Goya, petit-fils du peintre, vend la propriété. En 1873, le baron Émile d'Erlanger, aristocrate et banquier français en devient propriétaire. Avant cela, on a retiré certaines parties de la maison, qui ont pu être transférées au Palacio de Vista Alegre (es), alors propriété de Marie-Christine de Bourbon-Siciles. Certains experts affirment que de par ses mesures et son sujet, la peinture manquante notée par Yriarte pourrait être Têtes dans un paysage, faisant actuellement partie de la collection privée de New York Stanley Moss ; d'autres que la peinture originale fut détruite.
Jean Laurent, en 1874, photographie les 14 peintures murales encore existantes dans la Quinta de Goya avant leur transfert sur toile. Les négatifs de verre originaux, d'un très grand format (27 × 36 cm), font partie du fonds photographique Ruiz Vernacci. Dans ces photographies on constate l'état de détérioration des peintures sur le mur, avec de grandes fissures, des traînées de couleur, des retouches et des trous remplis avec du plâtre. On voit en plus que les peintures étaient encadrées avec des cadres de papier, et que les deux salles étaient complètement couvertes de papier peint.

Localisation originale des Peintures noires dans la Quinta del Sordo.

La distribution originale de la Quinta del Sordo était comme suit :

### Rez-de-chaussée
C'est un espace rectangulaire. Sur les murs en longueur, il y a deux fenêtres proches des murs en largeur. Entre elles apparaissent deux tableaux de grand format particulièrement oblongs : La Procession à l'ermitage Saint-Isidore à droite et Le Sabbat des sorcières à gauche. Au fond, sur le mur de la largeur face à celui de l'entrée, il y a une fenêtre au centre qui est entourée par Judith et Holopherne à droite et Saturne dévorant un de ses fils à gauche. En face, de chaque côté de la porte se situent Une manola : Léocadie Zorrilla (face au « Saturne ») et Deux vieux (face à la « Judith »).

### Premier étage

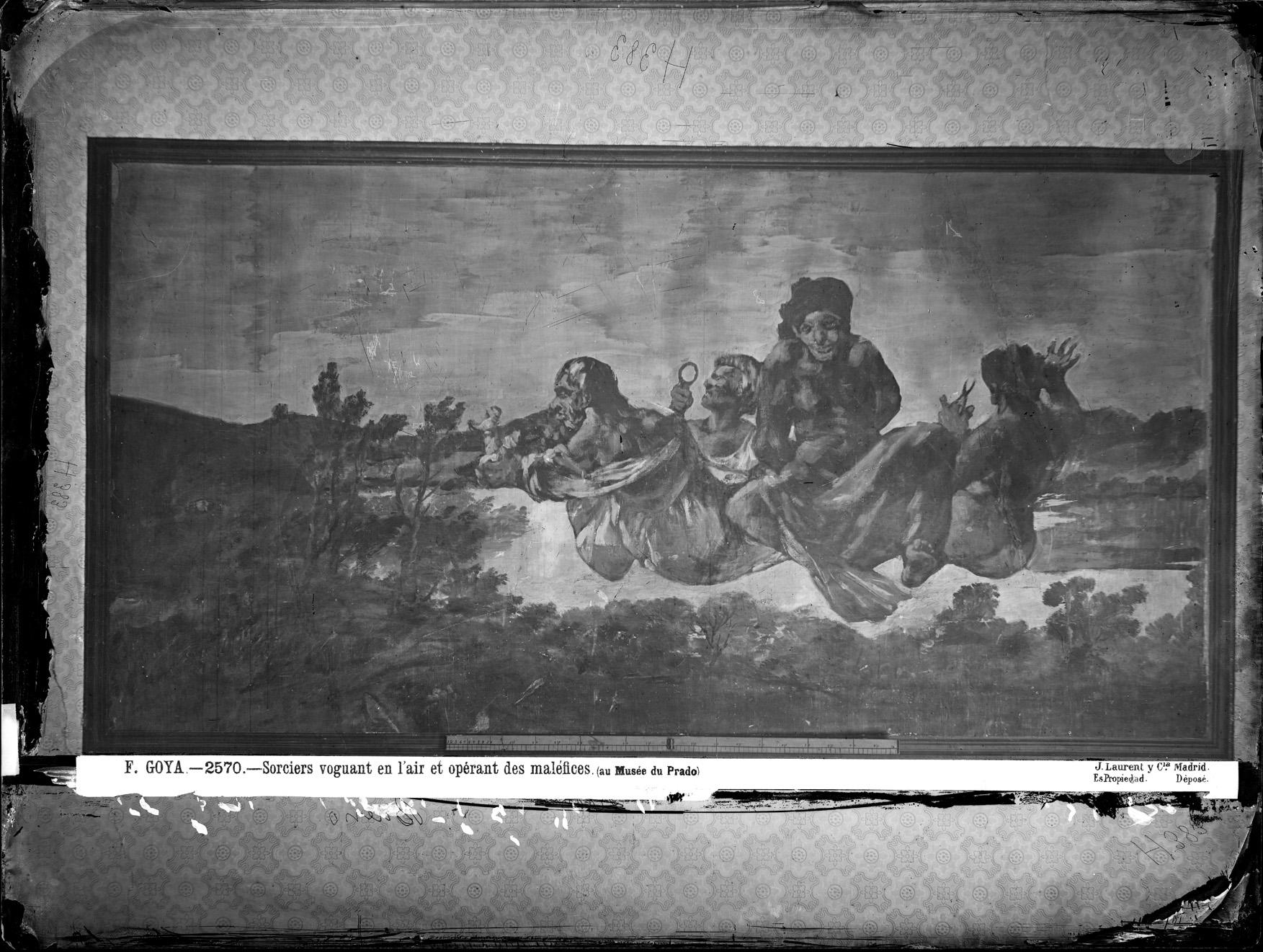
Les Moires telle que photographiée par J. Laurent en 1874. Fonds photographique Ruiz Vernacci.

Il possède les mêmes dimensions que le rez-de-chaussée, mais les murs en longueur ne possèdent qu'une fenêtre centrale : elle est entourée de deux huiles. Sur le mur de droite, quand on regarde depuis la porte, on trouve d'abord Vision fantastique puis plus loin Pèlerinage à la source Saint-Isidore. Sur le mur de gauche, on voit Les Moires puis Duel au gourdin. Sur le mur en largeur, en face, on voit Femmes riant à droite et Hommes lisant à gauche. À droite de l'entrée, on voit Le Chien et à gauche Cabezas en un paisaje (« Tête dans un paysage »).
Entre 1874 et 1878, les œuvres sont transposées du mur vers la toile par Salvador Martínez Cubells sur la requête du baron d'Erlanger ; ce processus cause de graves dommages sur les œuvres, qui perdent grandement en qualité. Ce banquier français a l'intention de les montrer pour les vendre lors de l'exposition universelle de 1878 à Paris. Cependant, ne trouvant pas preneur, il finit par les donner en 1881 à l'État espagnol, qui les assigne à ce qui s'appelait à l'époque le Museo Nacional de Pintura y Escultura (« Musée National de Peinture et Sculpture », c'est-à-dire le Prado).
Sur le terrain de la propriété, la « gare de Goya » a été construite en 1884. Elle donnait du service à une ligne à la voie étroite qui unissait Madrid au village tolédan Almorox. Cette station ferma et fut démolie en 1970. Le logement du peintre, quant à lui, resta abandonné pendant longtemps, ce qui aggrava son mauvais état, jusqu'à ce qu'il soit finalement démoli en 1909, après avoir été déclaré en ruine.

## Ancienne controverse sur lesPeintures noires

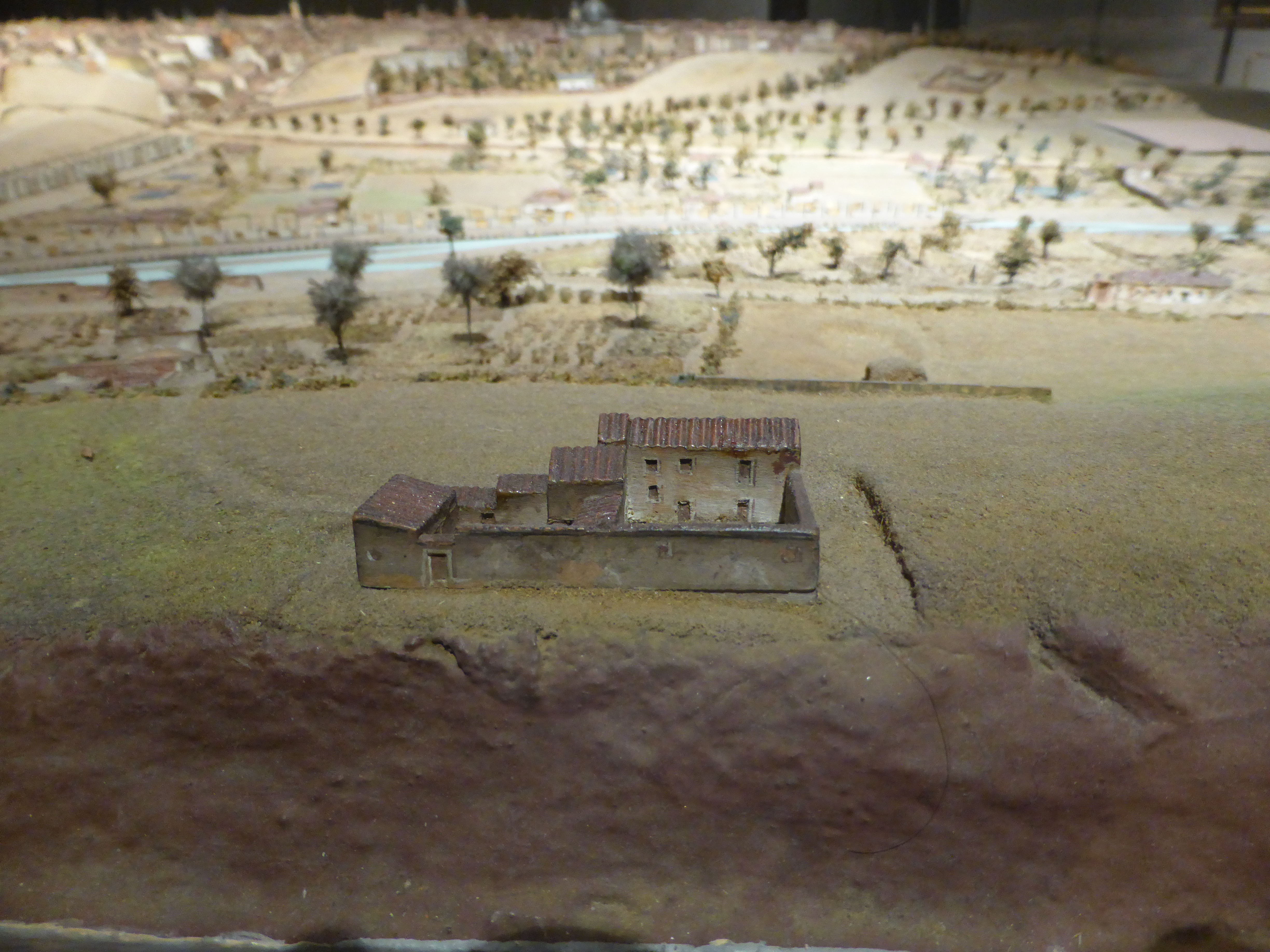
La Quinta del Sordo, où Francisco de Goya a réalisé ses Peintures noires.

En 2003, le professeur d'histoire de l'art Juan José Junquera remettait en cause, dans un article du no 51 de la revue Descubrir el Arte, la paternité de Goya sur les Peintures noires. La théorie de Junquera se base sur le fait que la première information sur les Peintures noires serait pratiquement de 40 ans postérieure à la mort de Goya ; il fait en plus l'interprétation que la Quinta del Sordo n'aurait probablement eu qu'un étage (c'est-à-dire uniquement le rez-de-chaussée) quand le peintre y avait vécu (ce qui exclurait d'emblée la paternité des œuvres de l'étage). Selon Junquera, les Peintures noires auraient été l'œuvre de Javier de Goya, fils du maître et possible peintre de profession (dont on ne connaît aucune peinture), et se seraient faites passer pour celles de Francisco de Goya par son petit-fils à la mort de son père, Javier, en 1854 — époque à laquelle on aurait découvert les Peintures noires — afin de faire monter la valeur de l'édifice et ainsi faciliter sa vente.
Cette hypothèse n'est pas confirmée. Les théories du professeur Junquera ont été complètement réfutées en 2004, point par point, par le chercheur britannique Nigel Glendinning, l'un des spécialistes les plus reconnus de l'œuvre de Goya.